# Josef Pausch
Josef Viktor Pausch (* 1948 in Micheldorf in Oberösterreich; † 15. Juni 2010 in Linz) war ein österreichischer Fotograf, Grafiker und Hochschullehrer.

## Leben und Wirken
Pausch diplomierte 1979 in Gebrauchsgrafik an der Kunstuniversität Linz und lehrte dort von 1992 bis 2002. In den 1970er-Jahren hatte er Gelegenheit für längere Studien- und Arbeitsaufenthalte in den USA (Art Institute Chicago) und in Mexiko (New Mexico). Er lebte und arbeitete in Linz. Er war Mitglied der Künstlervereinigung MAERZ. International wurde er durch sein Mitwirken bei der Einrichtung des Fotografie-Departements am New Yorker Museum of Modern Art (MOMA) bekannt.

## Werke
Arbeiten in öffentlichen Sammlungen befinden sich u. a. in der Landesgalerie Linz am Oberösterreichischen Landesmuseum, im Lentos Kunstmuseum Linz und im Rupertinum, Salzburg.

## Ausstellungen
Einzelausstellungen
- Josef Pausch, Photographie. Galerie März, Linz 2002.
- Josef Pausch. Landesgalerie Linz am Oberösterreichischen Landesmuseum, Linz 2008/2009.[1]

Gruppenausstellungen (Auswahl)
- Horst M. Jaritz, Katja Vassilieva, Alois Lindenbauer, Christine Hoffmann, Josef Pausch, Arnold Pichler, Galerie März, Linz 1999.
- Aus dem Umfeld, Zeichnungen + Stadtwerkstatt 1979 bis 1999, Stadtwerkstatt, Linz (2000)
- Edition Achicard 02, Architektur Zentrum Wien (2004)
- Zyklus Free, Fotoserie, im Rahmen des vom afo architekturforum oberösterreich gestalteten Teil der Ausstellung Wegmarken der Künstlervereinigung MAERZ, Linz (2013)[5]
- Is It Really You, Kunstsammlung des Landes Oberösterreich, 2013

## Auszeichnungen
- Kulturpreis des Landes Oberösterreich für den Bereich Film (1998)